# Antoni Porowski
Antoni Janusz Porowski, né le 14 mars 1984, est une personnalité québécoise de la télévision canadienne, chef, acteur, mannequin et auteur. Depuis 2018, il est l'expert en gastronomie et en vin de la série Queer Eye, diffusée sur Netflix.

## Biographie
Antoni Porowski est né le 14 mars 1984, à Montréal, au Québec, de parents polonais qui ont émigré au Canada avec ses deux sœurs aînées. Son père est médecin. Il grandit en parlant polonais, anglais et français. À douze ans, il déménage avec sa famille à Glade Springs, en Virginie-Occidentale, où il réside durant ses études secondaires, avant de revenir à Montréal, terminer ses études secondaires au Collège Marianopolis
Après avoir obtenu un baccalauréat en psychologie à l'Université Concordia, Antoni Porowski déménage à New York, où il étudie le théâtre à la Neighborhood Playhouse School of the Theatre et obtient son diplôme en 2011,,,.
Il apprend à cuisiner en se référant aux techniques de cuisine de sa grand-mère,.

## Carrière
Après avoir déménagé à New York, Antoni Porowski auditionne pour divers rôles d'acteur. Selon lui, son nom de famille polonais l'empêche de trouver du travail, c'est pourquoi il envisage à l'époque d'angliciser son nom de famille. Il décroche des rôles dans des films tels que Elliot Loves en 2012, Daddy's Boy en 2016, The Pretenders en 2018 et, en 2014, dans un épisode de la série télévisée The Blacklist. En 2015, Antoni Porowski présente, en tant qu'Adam Bandrowski, le docudrame To My Father, sur le massacre de Vinnytsia. Ce court métrage est présenté dans le cadre du Short Film Corner au Festival de Cannes 2016.
Il travaille également dans la restauration en tant qu'aide-serveur dans le restaurant polonais familial, puis gravit les échelons en travaillant comme serveur et sommelier, avant de finalement gérer un restaurant de sushis situé à Bond Street.
En décembre 2017, Antoni Porowski est embauché en tant qu'expert en gastronomie et en vin dans le reboot de l'émission Queer Eye, diffusée sur Netflix, dès février 2018.
En avril 2018, Antoni Porowski signe un accord avec Houghton Mifflin Harcourt et publie son premier livre de cuisine, au printemps 2019. En juin 2018, il annonce qu'il ouvre The Village Den, un restaurant rapide et décontracté, dans le West Village de New York. II vend également des meubles vintage.
Le 10 septembre 2018, Antoni Porowski et les co-animateurs de Queer Eye reçoivent un Emmy Awards, dans la catégorie « Outstanding Structured Reality Program ».
Antoni Porowski apparait dans le clip vidéo You Need to Calm Down, de Taylor Swift, sorti le 17 juin 2019.
En novembre 2019, le magazine People le nomme « Sexiest Reality Star » de l'année.
En juin 2021, Antoni Porowski annonce qu'il est membre de la nouvelle fondation Equaversity, créée pour organiser une collecte de fonds internationale, destinée à soutenir la communauté LGBT + en Pologne.

## Vie privée
Il vit quelques années dans le même quartier que Ted Allen, l'expert de la cuisine et du vin de la série originale Queer Eye et hôte du concours de cuisine Chopped, de Food Network. Devenus amis, Antoni Porowski travaille ensuite pour Ted Allen et son mari, le designer Barry Rice, en tant qu'assistant, cuisinant fréquemment pour le couple et les aidant à organiser des événements, ainsi que des repas chez eux.
Antoni Porowski déclare que sa sexualité est a little more fluid along the spectrum" and prefers not to label himself (« "un peu plus fluide le long du spectre" et préfère ne pas s'étiqueter »). Il précise à ce propos: "je n'ai pas eu un coming-out traditionnel, je suis sorti avec un homme, puis avec des femmes durant plusieurs années puis j'ai vécu une relation au long cours avec un homme ; je préfère me concentrer sur la personnalité de la personne avec laquelle je suis en couple et non son sexe". En couple avec Joey Krietemeyer durant plus de sept ans, il annonce leur séparation en octobre 2018.
En 2019, Antoni Porowski et Jonathan Van Ness, son coéquipier de Queer Eye, créent un compte Instagram commun et publient des photographies romantiques. Ils précisent plus tard que c'est une plaisanterie.
De 2019 à 2023, Antoni Porowski est en couple avec Kevin Harrington, un cadre publicitaire.

## Filmographie

### Télévision et Internet
- 2010 : Blue Mountain State
- 2014 : Black List
- 2018 : Queer Eyes
- 2018 : Nailed It
- 2018 : Don't Watch This
- 2022 : Queen
- 2022 : Easy-Bake Battle: The Home Cooking Competition

### Cinéma
- 2012 : Elliot Love : Père d'Elliot
- 2016 : Daddy's Boy : Christian
- 2016 : Blood Surf : Simon
- 2018 : The Pretenders : Antoni
- 2018 : Horror Time : Jacob

### Clips musicaux
- 2018 : This Is Me (The Greatest Showman song), avec Missy Elliot, Kesha et Keala Settle
- 2019 : You Need To Calm Down, avec Taylor Swift